# Inger Claesson Wästberg
Inger Nanna Elisabet Wästberg, tidigare Inger Nanna Elisabet Claesson Wästberg, född Claesson den 21 maj 1946 i Flen, är en svensk ämbetsman och folkpartistisk politiker.
Wästberg tog en filosofie kandidatexamen vid Stockholms universitet och studerade vid University of Wisconsin. Hon var 1970–1973 biträdande borgarrådssekreterare respektive borgarrådssekreterare för kulturroteln i Stockholms stad och förste sekreterare vid sociala i roteln i Stockholms läns landsting 1974–1975. Hon var därefter avdelningschef för landstingets omsorgsförvaltning 1976–1987 och även folkpartistisk ledamot i Stockholms kommunfullmäktige åren 1976–1983. Wästberg var direktör för Institutet för integration 1987–1991 och sakkunnig i Socialdepartementet 1991–1994, där hon medverkade till att utarbeta lagen om personlig assistans.
Wästberg blev 1994 generaldirektör för den då nyinrättade myndigheten Handikappombudsmannen, en post som hon upprätthöll till 1999.
Hon har varit ordförande i organisationen Konsthantverkarna och medlem i ämnesrådet för Ädellab på Konstfack i Stockholm. Hon forskar om samtida svensk smyckeskonst, redovisat i boken Contemporary Swedish Art Jewellery (2013). Hon har sammanställt utställningar med svenska smycken, i bland annat Stockholm, New York, Florens och Venedig.
Hon var gift med Olle Wästberg från 1968 fram till hans död 2023.